# Thomas Steiner
 (avril 2024).
Si vous disposez d'ouvrages ou d'articles de référence ou si vous connaissez des sites web de qualité traitant du thème abordé ici, merci de compléter l'article en donnant les références utiles à sa vérifiabilité et en les liant à la section « Notes et références ».
Thomas Steiner (né le 25 octobre 1956 à Wels) est un peintre et artiste vidéo autrichien.

## Biographie
Steiner étudie à l'université des beaux-arts et de design industriel de Linz. Après son diplôme en 1986, il va à l'université des arts appliqués de Vienne, dans la classe de Maria Lassnig. En 1979, il devient membre de Stadtwerkstatt, association d'artistes de Linz. Steiner est membre aussi de l'Oberösterreichischer Kunstverein, de la Künstlerhaus de Vienne et de l'ASIFA.

## Œuvre

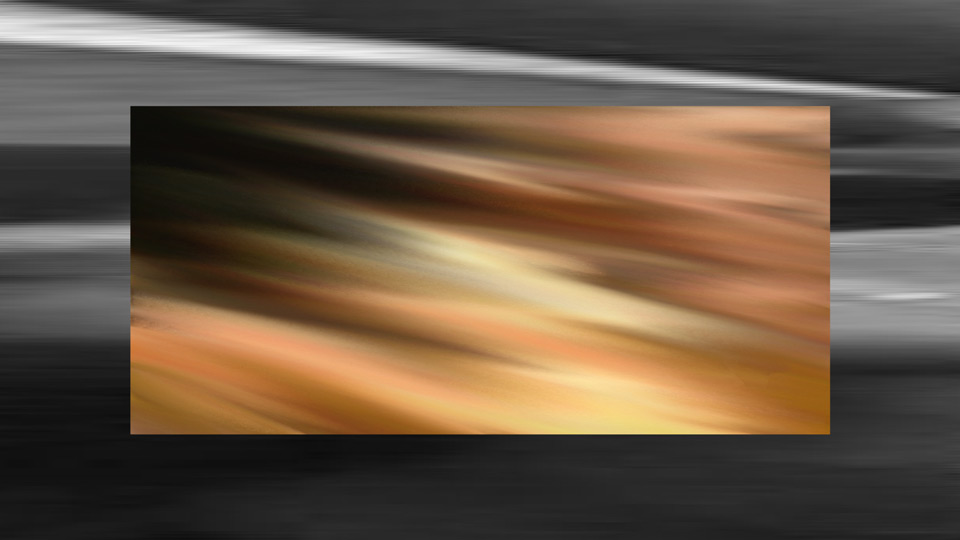
Image de la vidéo Theresia.

L'œuvre de Thomas Steiner qui inclut le dessin, la peinture, le cinéma et la vidéo, est caractérisé par l'exploration, les interactions entre les différents médias, entre les images fixes et mobiles.
Son travail se développe en des séries qui sont consacrées chacune à un thème visuel.